# Cacarulla maculipennis
Cacarulla maculipennis is een insect uit de familie van de gaasvliegen (Chrysopidae), die tot de orde netvleugeligen (Neuroptera) behoort. 
Cacarulla maculipennis is voor het eerst wetenschappelijk beschreven door Banks in 1910.